# 朝鮮放送協會
朝鮮放送協會，正式名称为“社團法人朝鮮放送協會”，是日本統治下的朝鮮半島的一個廣播電臺，設立于1926年（大正15年）12月21日，開播于1927年（昭和2年）2月16日，呼號為JODK（京城中央放送局）。

## 历史

### 开播之前
早在1924年，当时的朝鲜总督府通信局就开始着手创办无线电台。同年11月，在当时的京城（今韩国首尔）开始了日语试验广播，呼号为J8AA，1925年6月又开始了朝鲜语试验广播。而直到1925年，日本本土的东京放送局、大阪放送局和名古屋放送局才先后开始试验广播。

### 京城放送局开播
1926年2月，“京城放送局成立准备委员会”提交了广播设备申请许可，同年11月，“社团法人京城放送局”成立，12月获得使用广播用私设无线电设施的许可。为体现“内鮮一体”，在朝鲜总督府的要求下，京城放送局的呼号为JODK，使用与日本本土相同的“JO**”呼号（之后在朝鲜半岛设立的地方广播局使用“JB**”呼号）。1927年1月，京城放送局开始试验放送，同年2月16日正式开播。放送区域为朝鲜半岛一带，波长345m，频率870kc，功率1kW。开播初期，日语和朝鲜语节目的比例各占一半。然而，由于电台的功率过小，再加上收听费用过高（当时收听费为每月2朝鲜圆），听众数量一直都不是很多。1927年7月，节目比例调整为日语节目60%、朝鲜语节目40%，同年10月收听费降为每月1圆。1929年，京城放送局开始转播日本本土的广播，节目比例也调整为日语节目70%、朝鲜语节目30%，此时已有11000户听众。

### 改组为朝鲜放送协会及第2广播开播
由于京城放送局经营不振，为了打破这一局面，1931年2月，京城放送局开始着手筹备专门的朝鲜语第2广播，期间得到了朝鲜总督府和日本放送协会的经济和技术支援。1932年，社團法人朝鮮放送協會成立，原京城放送局更名为京城中央放送局。1933年4月，朝鲜语第2广播开播，听众人数激增，朝鮮放送協會的困难局面得以缓解。第2放送客观上促进了现代朝鲜语（韩国语）的确立和普及，但也正因为如此，部分人认为这会妨碍日语的普及，进而不利于“皇民化”。1942年4月，由于日本政府的电波管制法令，第2广播停播，直到1943年11月恢复。

### 终止
1945年8月15日，伴随着日本战败，朝鲜被美国及苏联以三八线为界分割占领。但在三八线以南，京城中央放送局的日语广播仍然继续广播。9月9日，美军进驻南朝鲜，接管京城中央放送局，同时废除日语广播。10月2日，朝鲜放送协会中的日本人职员被全员解雇，仅有1名日本人播音员被美军要求留下，而日语新闻直至1946年1月之前仍在播出。1947年9月3日，国际无线电大会召开，呼号前缀“HL”分配给韩国。10月1日，朝鲜放送协会各放送局开始使用新的呼号：汉城（HLKA）、釜山（HLKB）、裡里（HLKF）、大邱（HLKG）、光州（HLKH）、大田（HLKI）、春川（HLKM）、木浦（HLKN）、马山（HLKO）、清州（HLKQ）、江陵（HLKR）。1948年6月，美军政厅将广播事业转移回朝鲜放送协会，1948年8月6日，在大韩民国的朝鲜放送协会改组为大韩放送协会；经过几次变迁，大韩放送协会改组为韩国放送公社。
而在北朝鲜，1945年8月26日，三八线以北的广播专用线路被切断，京城中央放送局的转播暂停（同时广播暂停）。同年10月1日，平壤放送局恢复广播。10月14日，平壤放送局开始转播金日成将军祖国凯旋欢迎平壤市民大会。之后在朝鮮民主主義人民共和國的朝鮮放送協会被改組為朝鲜中央广播电台，其后又从中分离出平壤广播电台和朝鲜之声。

## 放送局一览（1945年8月時）
- 京城中央放送局（呼号：JODK）
  - 所在地：京畿道京城府西大門区貞洞町1－10
  - 频率：第1放送 - 710kc（1927年2月16日開始）、第2放送 - 970kc（1933年4月26日開始）
- 釜山放送局（呼号：JBAK）
  - 所在地：慶尚南道釜山府大庁町一丁目7
  - 频率：第1放送 - 650kc（1935年9月21日開始）、第2放送 - 1030kc（1941年8月開始）
- 平壤放送局（呼号：JBBK）
  - 所在地：平安南道平壤府梧野里130
  - 频率：第1放送 - 820kc（1936年11月15日開始）、第2放送 - 1090kc（1936年11月15日開始）
- 清津放送局（呼号：JBCK）
  - 所在地：咸鏡北道清津府目賀田町8－3
  - 频率：第1放送 - 850kc（1937年6月5日開始）、第2放送 - 1100kc（1941年8月開始）
- 咸興放送局（呼号：JBDK）
  - 所在地：咸鏡南道咸興府山手町一丁目79
  - 频率：第1放送 - 780kc（1938年10月30日開始）、第2放送 - 1050kc（1939年4月開始）
- 裡里放送局（呼号：JBFK）
  - 所在地：全羅北道益山郡裡里邑南中町86
  - 频率：第1放送 - 570kc（1938年10月1日開始）、第2放送 - 1100kc（1942年4月開始）
- 大邱放送局（呼号：JBGK）
  - 所在地：慶尚北道大邱府院垈洞1169
  - 频率：第1放送 - 800kc（1940年10月30日開始）、第2放送 - 1070kc（1941年4月19日開始）
- 光州放送局（呼号：JBHK）
  - 所在地：全羅南道光州府社町117－2
  - 频率：第1放送 - 780kc（1942年3月21日開始）、第2放送 - 1040kc（1942年3月21日開始）
- 大田放送局（呼号：JBIK）
  - 所在地：忠清南道大田府北町15
  - 频率：第1放送 - 650kc（1943年7月15日開始）、第2放送 - 880kc（1944年11月10日開始）
- 元山放送局（呼号：JBJK）
  - 所在地：咸鏡南道元山府荣町15
  - 频率：第1放送 - 650kc（1943年7月15日開始）、第2放送 - 900kc（1943年11月10日開始）
- 海州放送局（呼号：JBKK）
  - 所在地：黄海道海州府广石町
  - 频率：第1放送 - 800kc（1943年8月開始）、第2放送 - 1080kc（1943年11月10日開始）
- 新義州放送局（呼号：JBLK）
  - 所在地：平安北道新義州府常盤町九丁目10
  - 频率：第1放送 - 600kc（1943年8月開始）
- 春川放送局（呼号：JBMK）
  - 所在地：江原道春川郡春川邑大和町106
  - 频率：第1放送 - 600kc（1944年12月20日開始）
- 木浦放送局（呼号：JBNK）
  - 所在地：全羅南道木浦府陽洞86－1
  - 频率：第1放送 - 1280kc（1942年11月1日開始）
- 馬山放送局（呼号：JBOK）
  - 所在地：慶尚南道馬山府上南町74-2
  - 频率：第1放送 - 600kc（1943年4月30日開始）
    - 1943年4月30日開始作为辅助放送所，1944年1月升格为放送局
- 城津放送局（呼号：JBPK）
  - 所在地：咸鏡北道城津府旭町460
  - 频率：第1放送 - 600kc（1943年11月開始）
- 清州放送局（呼号：JBQK）
  - 所在地：忠清北道清州郡清州邑石橋町
  - 频率：第1放送 - 600kc（1945年6月16日開始）
- 江陵放送局（呼号：JBRK）
  - 所在地：江原道江陵郡江陵邑校洞里
  - 频率：第1放送 - 600kc（1941年12月6日開始）
    - 1941年12月6日开始作为移動放送中継所，1943年11月升格为放送局
- 開城辅助放送所
  - 所在地：京畿道開城府池町59
  - 频率：第1放送 - 600kc（1942年10月開始）
- 長箭辅助放送所
  - 所在地：江原道高城郡長箭邑長箭里258
  - 频率：第1放送 - 600kc（1944年3月開始）
- 瑞山辅助放送所
  - 所在地：忠清南道瑞山郡瑞山邑東門里103
  - 频率：第1放送 - 600kc（1945年3月開始）
- 鎮南浦辅助放送所（未開所）
  - 所在地：平安南道鎮南浦府
  - 频率：第1放送 - 600kc（预定）
    - 因1945年8月15日二战结束而未开局

## 關聯條目
- 韓國放送公社
- 朝鲜中央电视台